# Kawasaki Z 440
Die Kawasaki Z440 ist ein Motorradmodell der japanischen Firma Kawasaki Heavy Industries.

## Geschichte
Das Modell kam im Jahr 1980 als Nachfolge zur Z 400 D auf den Markt.

## Technik
Für dieses Modell wurde der Motor der Z 400 D um 3,5 mm auf 433 cm³ aufgebohrt und leistete in der ungedrosselten Version (Z440 C1) maximal 41 PS. In Deutschland erzielte die gedrosselte Version mit 27 PS die Leistung bereits bei 7000/min, das maximale Drehmoment lag bei 3000/min an. Im Zuge der Modellpflege entfiel der Kickstarter, der Motor erhielt einen automatischen Kettenspanner. Das Modell war in Rubinrot und Marineblau erhältlich.
Im Jahr 1981 wurde mit dem Modell Z 440 C2 die Kontaktzündung durch eine elektronische Transistorzündung ersetzt, dieses Modell war in Rot oder Grün erhältlich.
Im Jahr 1982 erschien das Modell Z 440 H mit optimierter Federung und silberner Lackierung
Im Jahr 1983 erschien das letzte Modell, die Z 440 H2, als Lackierung war zusätzlich zu Silber auch Weinrot verfügbar.

## Z 440 LTD
Parallel zur Z440 C1 erschien 1980 das Modell Z 440 A1 (Verkaufsbezeichnung: Z 440 LTD), welches sich in der Aufmachung an der bereits 1978 erschienenen Z 650 D (in den USA unter der Bezeichnung SR verkauft) orientierte, dem sogenannten Softchopper. Identisch mit der normalen Z440-Version war der Grundaufbau, nur Lenker, Sitzbank, Tank und Räder sorgten für ein anderes Erscheinungsbild. Ergänzt durch Stufensitzbank, kurze Abgasführungsrohre und ein Hinterrad mit Reifenabmessungen von 130/90 S16 näherte sich das Modell dem Prinzip des Choppers an. Leichtmetallräder mit sieben Speichen rundeten das Ganze ab, das 19-Zoll-Vorderrad war mit Reifen in 3.25 S ausgerüstet. Der Motor leistete (ungedrosselt) 36 PS. Neben dem Seitenständer, der über einen Rückhol-Mechanismus eingeklappt wurde, war das Modell auch mit einem Hauptständer ausgerüstet. Als Farbe bot der Hersteller Schwarz oder Metallic-Rot an.
Im Jahr 1981 erhielt, analog zur Z440 C2, das Modell eine elektronische Transistorzündung sowie eine automatische Blinkerrückstellung mittels Elektromagneten. Zusätzlich zu den Farben des Vorgängermodells wurde nun auch Blau angeboten.
Im Jahr 1982 wurde parallel zur Version mit Kettenantrieb die Z 440 D mit Zahnriemenantrieb angeboten. Diese Version kostete rund 100 DM mehr als das Modell C2 mit Kette.
Das Modell Z 440 C mit Kette blieb bis 1983 im Programm, die Version Z440 D mit Zahnriemen wurde 1985 durch die wassergekühlte Z 450 LTD abgelöst.